# Echinopodium spinosum
Echinopodium spinosum är en tvåvingeart som beskrevs av Duret 1974. Echinopodium spinosum ingår i släktet Echinopodium och familjen svampmyggor. Inga underarter finns listade i Catalogue of Life.